# Eladio Reyes
Máximo Eladio Reyes Caraza (* 8. Januar 1948 in Chincha Alta, Region Ica) ist ein ehemaliger peruanischer Fußballspieler. Er nahm an der Fußball-Weltmeisterschaft 1970 in Mexiko teil.

## Karriere

### Verein
Reyes begann seine Karriere 1965 bei Alianza Lima, wo er in seinem ersten Profijahr den peruanischen Meistertitel gewann. Anschließend spielte er von 1968 bis 1971 für Juan Aurich. Mit diesem Klub wurde er 1968 Vizemeister.
Ab 1972 wechselte er im Jahrestakt den Verein. Nach Defensor Lima und Deportivo Municipal ging er 1974 nach Kolumbien zu Deportivo Cali. Dort gewann er die kolumbianische Meisterschaft. Es folgten bis 1977 die Stationen CD Veracruz aus Mexiko, erneut Deportivo Municipal, Club Sportivo Cienciano und Deportivo Galicia aus Venezuela. 1978 beendete er seine Laufbahn als Spieler bei Unión Huaral.

### Nationalmannschaft
Zwischen 1968 und 1970 bestritt Reyes sieben Länderspiele für die peruanische Fußballnationalmannschaft, in denen er ohne Torerfolg blieb.
Er wurde in das peruanische Aufgebot für die Fußball-Weltmeisterschaft 1970 in Mexiko berufen. Bei diesem Turnier wurde er bei der 2:4-Niederlage im Viertelfinale gegen den späteren Weltmeister Brasilien in der 61. Minute für Pedro Pablo León eingewechselt.

## Erfolge
- Peruanischer Meister: 1965
- Kolumbianischer Meister: 1974